# ハンドサイクル

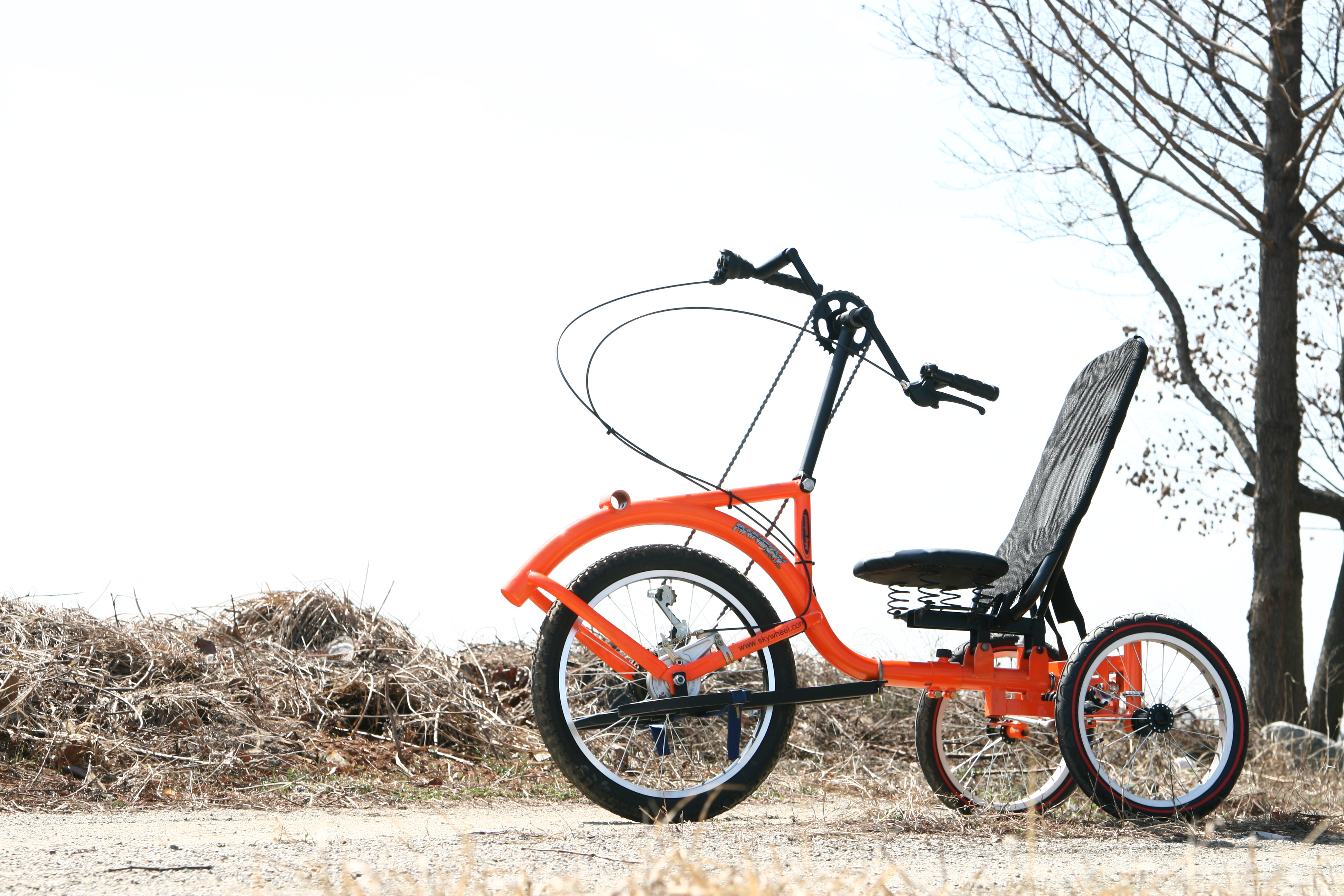
三輪のハンドサイクル

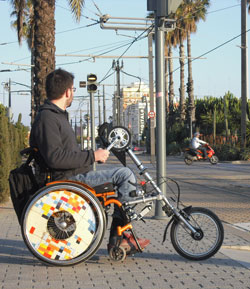
取り付け型（アタッチメント）のハンドサイクル

ハンドサイクル（英: handcycle）は、クランクを手で回して進む自転車のことである。ハンドバイク（英: handbike）とも呼ばれる。日本では、手こぎ自転車、またはハンドクランク付き自転車とも呼称される。

## 概要
ハンドサイクルのクランクは、操舵となるハンドルと一体となったもので、普通の自転車のペダルと同じく左右が互い違い（位相差が180°）の方式と、左右が同じ位置（同位相）の方式があり、同位相クランクがハンドルと一体となった構造が主流となっている。2輪車から4輪車まであるが、ほとんどは三輪車（トライク）で、前1輪、後2輪のデルタトライクが主流となっている。駆動も操舵も腕で行い脚を使わずに運転できるため、3輪以上の自立可能な車体ならば下肢に障害があっても乗ることができる。動力を腕で行うため、前輪部にフットレストないし座席と前輪の中間に足置き場がある。
歴史は自転車より浅く、1983年のアメリカ合衆国で車いすを改造したものが原型とされている。1988年からヨーロッパでも開発が進み、1989年に販売が開始された。1990年にアメリカ製の車種がヨーロッパに伝わり、障害者向け自転車競技を広める動きとともに定着していった。
前輪が駆動と操舵を兼ねるものが多く、前輪操舵、後輪駆動のものもある。はじめからハンドサイクルとして設計製作された車種の他、車椅子の前方に駆動と操舵を兼ねる1輪を付け加えるアタッチメント方式もあり、電動アシストを備えたスマートドライブ形式では長距離移動における体力疲労を緩和する。はじめからハンドサイクルとして設計されたものは、リカンベントのローレーサーのように寝そべった姿勢で乗車して空気抵抗を減らした車種や、膝を深く曲げた前傾姿勢で乗車して上半身の力を最大限に利用できるようにした車種など、様々な形態のものが作られている。
一般的に改造前後で適用される法律が全く変わり、改造前に適用されていた法律が継承されない場合がある。車椅子にアタッチメントを取り付けた場合は、車椅子ではなくハンドサイクルという自転車扱いになり飲酒運転などは違法になる。また、普通自転車でも無いので歩道の走行が禁止される（日本の道路交通法では車椅子は歩行者として扱われる。また、普通自転車は歩道を走行できる。）。

## 競技

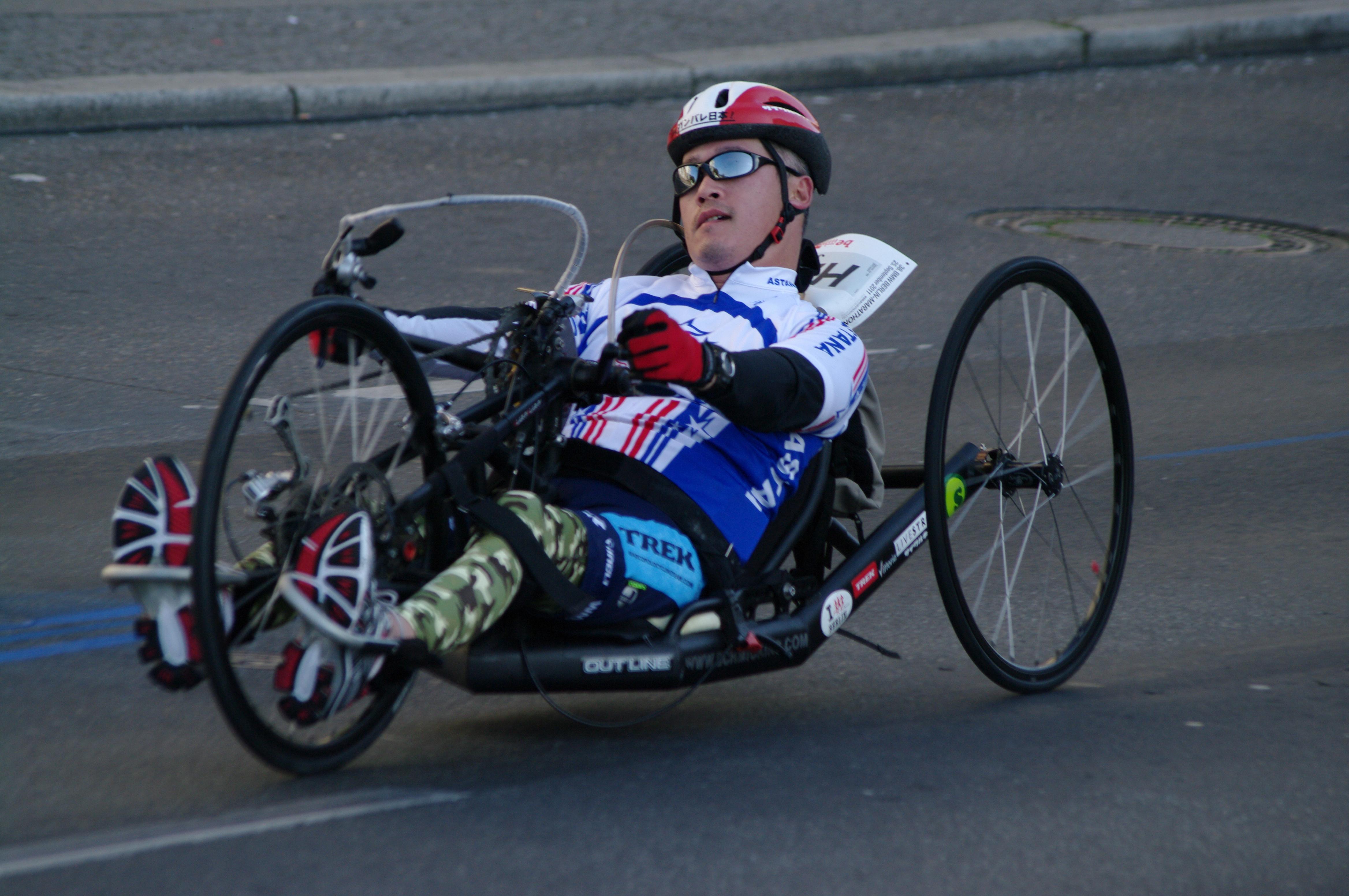
2011ベルリンマラソン

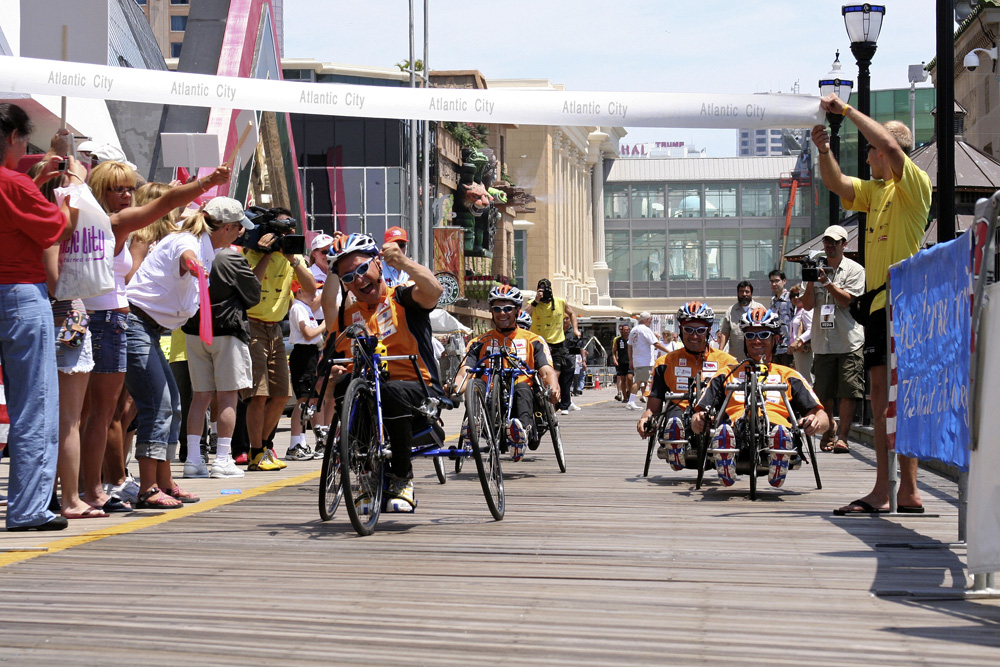
2006レース・アクロス・アメリカ

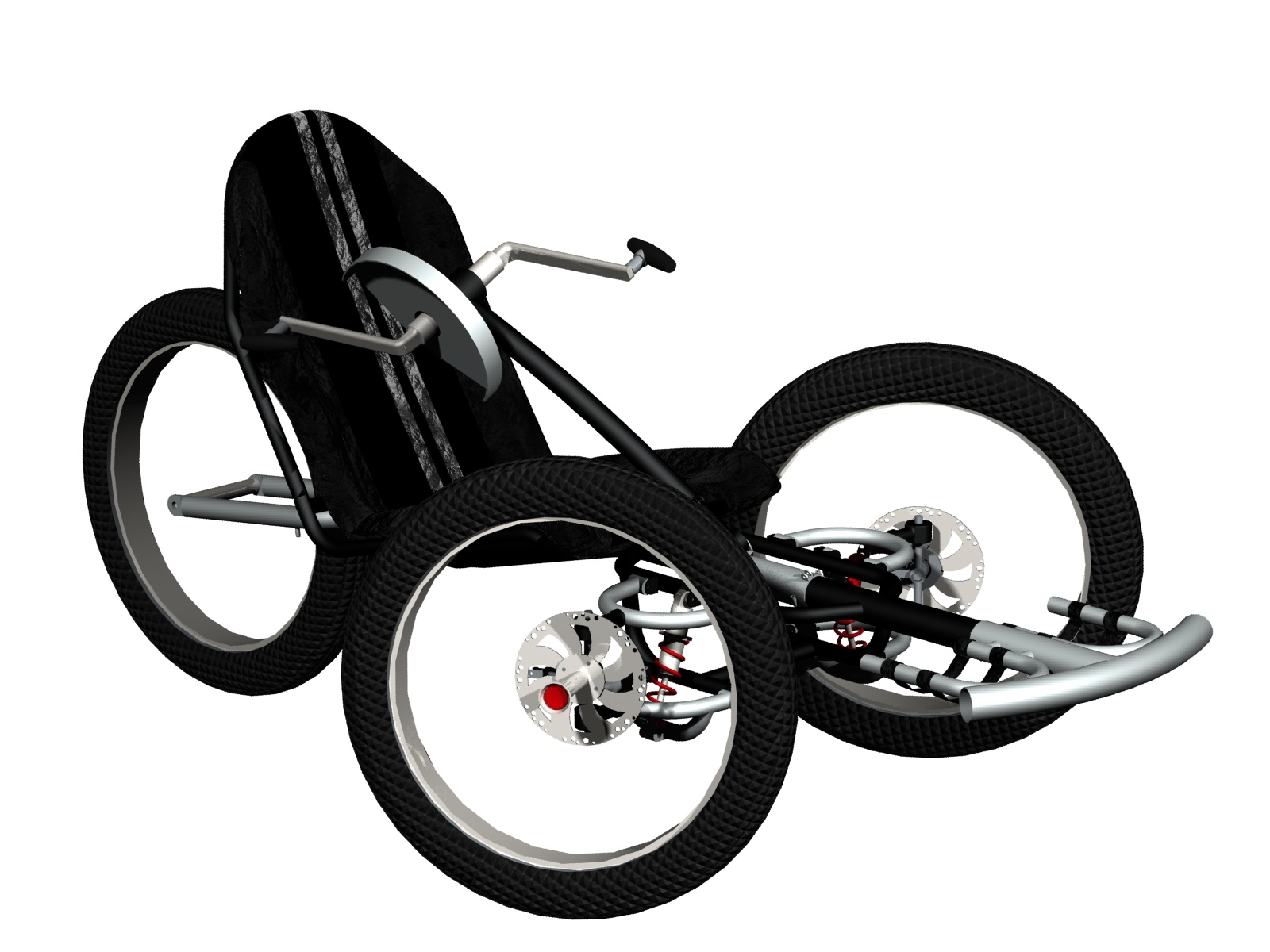
オランダで考案されているハンドバイク型のオフロード用マウンテントライク(反転位相クランクでタドポール)

1990年初期にヨーロッパに広まって以降、1993年のスイスで公式レースが初めて開催され、1995年以降からヨーロッパ、アメリカともに開催回数が増加していった。ハンドサイクル単独のレースの他、マラソン競技の車いすの部と同様に、一般選手より先にスタートする方式でレースが開催されている。

### パラリンピック
パラリンピックにおいては、2004年のアテネで男子の参考種目として競技が行われ、2008年の北京から男女の正式種目として採用された。車いすマラソンの世界記録保持者であるハインツ・フライも北京パラリンピックのハンドサイクルのタイムトライアル競技で金メダルを獲得している。なお、パラリンピックにおいては陸上競技ではなく、自転車競技に分類されている。

### 著名な選手
- ハインツ・フライ - 車いすマラソンの世界記録保持者（2012年9月16日現在）
- エレンスト・ヴァン・ダイク - ボストンマラソン9回優勝
- アレッサンドロ・ザナルディ - 元F1ドライバー
- 永野明 - 日本のハンドサイクリスト